# Alejandra Lorenzo
Alejandra Lorenzo (Madrid, 14 ottobre 1998) è un'attrice e modella spagnola, nota per aver interpretato il ruolo di Leonor Gómez Sanabria nella soap Amare per sempre (Amar en tiempos revueltos) e per quello di Flora Barbosa nella soap Una vita (Acacias 38).

## Biografia
Alejandra Lorenzo è nata il 14 ottobre 1998 a Madrid (Spagna), fin da piccola ha mostrato un'inclinazione per la recitazione, tanto che i genitori l'hanno iscritta ad un'agenzia di recitazione. Ha una sorella che si chiama Sofia e un fratello che si chiama Javier.

## Carriera
Alejandra Lorenzo ha studiato consulenza di immagine personale e aziendale e organizzazione di eventi presso l'Università Francisco di Vitoria. nel 2006 ha fatto la sua prima apparizione sul piccolo schermo, quando ha interpretato il ruolo di Vicky nel Film per non dormire: La colpa (Películas para no dormir: La culpa) diretto da Narciso Ibáñez Serrador. Successivamente, nello stesso anno ha recitato anche nel cortometraggio Shaken.
Nel 2007 ha interpretato il ruolo di Vero nel film Pudor diretto da David Ulloa e Tristán Ulloa. Nello stesso anno, ha interpretato il ruolo di Rocío nella serie Genesis (Génesis: En la mente del asesino). L'anno successivo, nel 2008, ha interpretato il ruolo di Ana nel cortometraggio El Encargado diretto da Sergio Barrejón.
Dal 2007 al 2012 ha interpretato il ruolo di Leonor Gómez Sanabria nella soap opera in onda su Antena 3 Amare per sempre (Amar en tiempos revueltos).
Nel 2008 ha recitato nel film Intrusos en Manasés diretto da Juan Carlos Claver. Nello stesso anno ha interpretato il ruolo di Flaca nel film Carlito alla conquista di un sogno (Carlitos y el campo de los sueños) diretto da Jesús del Cerro. Sempre nel 2008, ha interpretato il ruolo di Alba nel film Fuori menù (Fuera de carta) diretto da Nacho G. Velilla.
Nel 2008 e nel 2009 ha interpretato il ruolo di Moni nella serie Cosas de la vida. Nel 2009 ha interpretato il ruolo di Adela nel film Tú eliges diretto da Antonia San Juan. Nello stesso anno ha recitato nel film No-Do diretto da Elio Quiroga. Nel 2014 ha interpretato il ruolo di Alejandra nel cortometraggio #Stop diretto da Sergio Barrejón.
Nel 2016 ha interpretato il ruolo di Asunción Montenegro nella serie El Caso: Crónica de sucesos.
Il suo più grande successo è arrivato dal 2017 al 2019 quando ha interpretato il ruolo di Flora Barbosa nella soap opera in onda su La 1 Una vita (Acacias 38) e dove ha recitato insieme ad attori come Xoán Fórneas, Alba Brunet, Jorge Pobes, Sandra Marchena e Amparo Fernández.

## Filmografia

### Cinema
- Film per non dormire: La colpa (Películas para no dormir: La culpa), regia di Narciso Ibáñez Serrador (2006)
- Pudor, regia di David Ulloa e Tristán Ulloa (2007)
- Intrusos en Manasés, regia di Juan Carlos Claver (2008)
- Carlito alla conquista di un sogno (Carlitos y el campo de los sueños), regia di Jesús del Cerro (2008)
- Fuori menù (Fuera de carta), regia di Nacho G. Velilla (2008)
- Tú eliges, regia di Antonia San Juan (2009)
- No-Do, regia di Elio Quiroga (2009)

### Televisione
- Genesis (Génesis: En la mente del asesino) – serie TV (2007) – Rocío
- Amare per sempre (Amar en tiempos revueltos) – soap opera, 351 episodi (2007-2012) – Leonor Gómez Sanabria
- Cosas de la vida – serie TV (2008-2009) – Moni
- El Caso: Crónica de sucesos – serie TV (2016) – Asunción Montenegro
- Una vita (Acacias 38) – soap opera, 274 episodi (2017-2019) – Flora Barbosa

### Cortometraggi
- Shaken (2006)
- El Encargado, regia di Sergio Barrejón (2008) – Ana
- #Stop, regia di Sergio Barrejón (2014) – Alejandra

## Doppiatrici italiane
Nelle versioni in italiano dei suoi film e delle sue serie TV, Alejandra Lorenzo è stata doppiata da:
- Federica Valenti[22] in Una vita[23]